# Ernest Frederic III de Saxònia-Hildburghausen
Ernest Frederic III de Saxònia-Hildburghausen (en alemany Ernst Friedrich III Carl von Sachsen-Hildburghausen) va néixer a Königsberg el 10 de juny de 1727 i va morir a Seidingstadt el 23 de setembre de 1780. Era fill del duc Ernest Frederic II (1707-1745) i de Carolina d'Erbach-Fürstenau (1700-1758).

## Biografia
Ernest Frederic va succeir al seu pare el 1745, a l'edat de divuit anys, de manera que la seva mare, Carolina, va assumir la regència del ducat fins a la majoria d'edat del príncep, el 1748.
Va ser considerat pels seus contemporanis com un príncep intel·ligent i talentós. I entre altres obres de caràcter cultural, obrí una biblioteca a la ciutat. El 1779, un gran incendi va devastar la ciutat de Hildburghausen, i Ernest Frederic es va refugiar al seu pavelló de caça de Seidingstadt on va morir un any després.

## Matrimoni i fills
L'1 d'octubre de 1749 es va casar amb Lluïsa de Dinamarca (1726-1756), filla del rei Cristià VI de Dinamarca. El matrimoni va tenir un fill: Fredric (1755-1756). Però, morta la seva dona, el 20 de gener de 1757 es tornà a casar amb Cristiana de Brandeburg-Bayreuth (1733-1757), filla de Frederic V Cristià de Brandeburg-Bayreuth. D'aquest segon matrimoni en nasqué una filla, Frederica, però no sobrevisqueren ni la criatura ni la mare.
Ernest Frederic es casà de nou l'1 de juliol de 1758 amb Ernestina de Saxònia-Weimar-Eisenach (1740-1786), filla del duc Ernest August I de Saxònia-Weimar i de Sofia Carlota de Brandenburg-Bayreuth. D'aquest matrimoni en nasqueren tres fills:
- Sofia (1760-1776), que el 1776 es casà amb Francesc I de Saxònia-Coburg-Saalfeld (1750-1806).

- Carolina (1761-1790), que el 1778 es casà amb Eugeni de Saxònia.

- Frederic (1763-1834), duc de Saxònia-Hildburghausen, i després de Saxònia-Altenburg, que es casà amb Carlota de Mecklenburg-Strelitz (1769-1818).